# Letecká amatérská asociace České republiky
Letecká amatérská asociace (LAA ČR) je spolek zastřešující rekreační a sportovní létání kategorie takzvaných SLZ ("sportovních létajících zařízení"). LAA je také státem pověřena výkonem státní správy ve věcech sportovních létajících zařízení (SLZ), které jsou na základě článku 2 bodu 8. vyjmuty z působnosti nařízení Evropského parlamentu a Rady (EU) 2018/1139.
Vykonává úkony spojené s vydáváním typových (technických) průkazů SLZ, vydávání pilotních licencí (průkazů). Školí inspektory a instruktory, dohlíží nad výcvikem pilotů SLZ a odpovídá za zkoušky pilotů. Asociace sdružuje piloty ve svazech dle odborností, vykonává systematickou činnost pro podporu sportovního letectví a hájí zájmy pilotů SLZ na ministerské i parlamentní úrovni.
LAA ČR tak od roku 2019 spravuje i SLZ s maximální vzletovou hmotností (MTOM) do 600kg, kromě původní skupiny SLZ s maximální vzletovou hmotností 450 kg (472,5 kg).

## Správa SLZ
LAA ČR na základě vyhlášky Ministerstva dopravy a spojů č. 108/1997 Sb. definuje následující kategorie sportovních létajících zařízení (SLZ):
- ULLa – Ultralehký letoun řízený aerodynamicky – letoun pro maximálně dvě osoby řízený aerodynamickými prostředky, jehož pádová rychlost nepřevyšuje 83 km/h a maximální vzletová hmotnost je 600 kg nebo 650 kg, pokud je určen k použití na vodě.
- ULK – Ultralehký kluzák je bezmotorové letadlo řízené aerodynamicky, maximálně pro dvě osoby jehož maximální vzletová hmotnost je 600 kg
- ULH – Ultralehký vrtulník – letadlo s poháněnými rotujícími nosnými plochami, které je konstruováno maximálně pro dvě osoby, s maximální vzletovou hmotností 600 kg a 650 kg pokud je určen k použití na vodě.
- ULV – Ultralehký vírník – letadlo s rotujícími nosnými plochami uváděnými do pohybu autorotací vznikající dopředným pohybem vyvíjeným motorickou silou, která není přímo přenášena na rotující nosné plochy, které je konstruováno maximálně pro dvě osoby, s maximální vzletovou hmotností 600 kg.
- ULB – Ultralehký balon je bezmotorové letadlo lehčí vzduchu, pro maximálně dvě osoby s konstrukčním objemem nepřesahujícím 1200 m3 horkého vzduchu anebo 400 m3 jiného nosného plynu.
- MPK – Motorový padákový kluzák (motorový paragliding) – s pomocným motorem na zádech pilota, který je konstruován jako jednomístný, s maximální vzletovou hmotností 170 kg nebo jako dvoumístný s maximální vzletovou hmotností 270 kg, a který umožňuje vzlet a přistání z nohou pilota, nebo s pohonem umístěným na podvozku, který je konstruován s maximální vzletovou hmotností 300 kg jako jednomístný anebo 450 kg pro dvě osoby.
- MZK – Motorový závěsný kluzák je maximálne dvoumístné motorové letadlo, řízené změnou těžiště s možností dodatečného aerodynamického řízení kolem jedné osy, kterého vzletová hmotnost nepřevyšuje 300 kg u jednomístného a  450 kg u dvoumístného.
- PK – Padákový kluzák (paragliding) – bezmotorové letadlo těžší vzduchu, které je konstruováno maximálně pro dvě osoby a jehož vzlet se uskutečňuje rozběhem pilota, aerovlekem nebo navijákem a jehož charakter nosné plochy není urovnán tuhou konstrukcí.
- ZK – Závěsný kluzák (rogalo) – bezmotorové letadlo těžší vzduchu, které je konstruováno maximálně pro dvě osoby, jehož vzlet se uskutečňuje rozběhem pilota, aerovlekem i navijákem a které je řízeno změnou polohy těžiště pilota, s možností dodatečného aerodynamického řízení kolem jedné osy. Maximální hmotnost prázdného kluzáku bez upínacího zařízení nesmí překročit 40 kg.